# Chinatown (Vancouver)

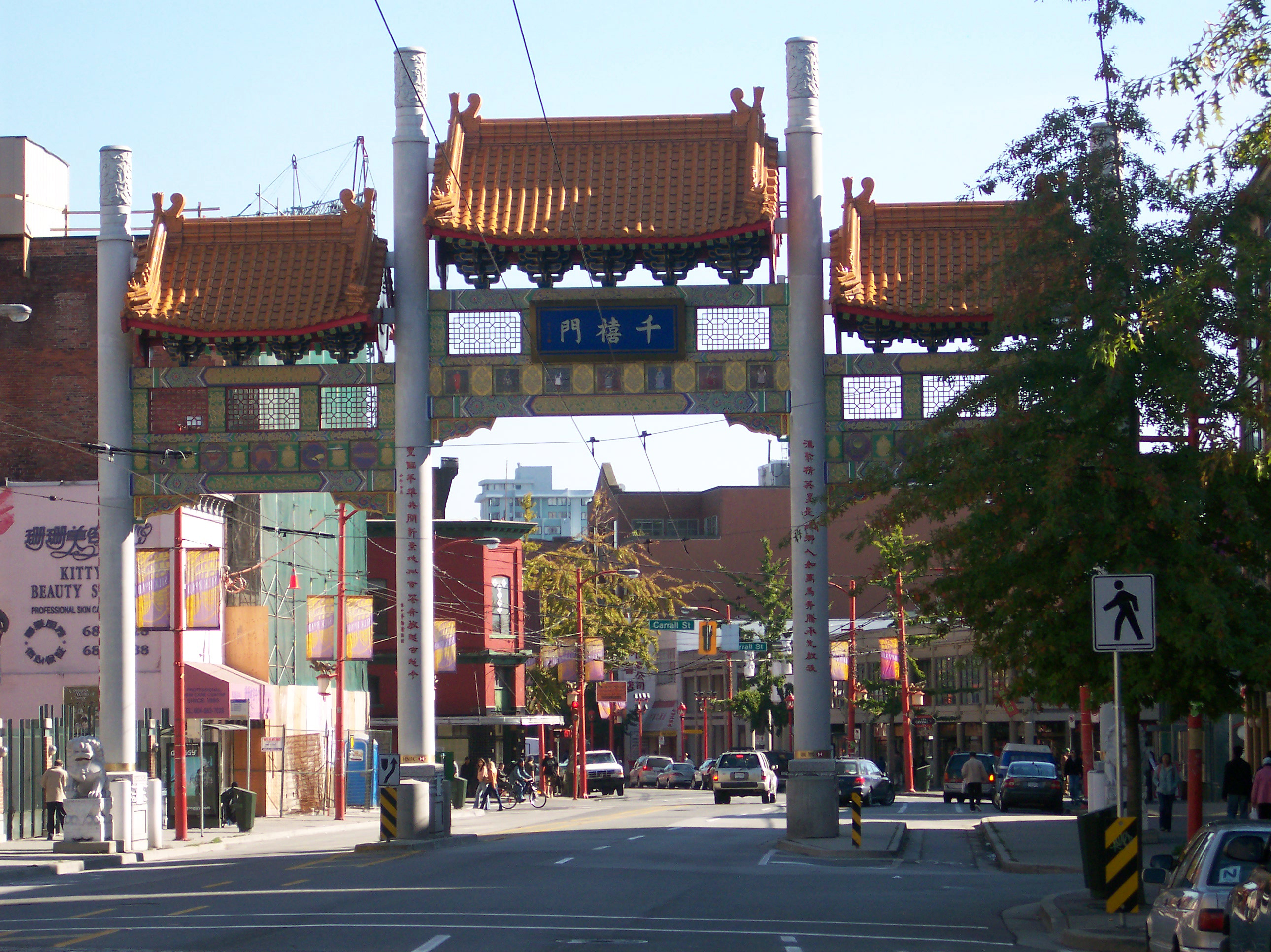
Pailou in het westen van Chinatown

Chinatown in Vancouver (Brits-Columbia, Canada) is de op twee na grootste Chinese buurt van Noord-Amerika, (na New York en San Francisco). Deze Chinatown bestaat sinds 1885.
Door de grote meerderheid van Hongkongers onder de Chinese Canadezen in de stad wordt Vancouver ook wel "Hongcouver" genoemd.
In de buurt staan veel Chinese restaurants, banken, markten, klinieken, theewinkels, kledingwinkels en andere winkels. Het Vancouverkantoor van Sing Tao Daily en de Chinese televisiestudio van OMNI British Columbia staan ook in de buurt. Sing Tao Daily is een van de vier Chinese Vancouverse kranten.
Belangrijke bezienswaardigheden in de buurt zijn onder andere de Dr. Sun Yat-Sen Classical Chinese Garden, Chinese Cultural Centre Museum and Archives, Vancouver Chinatown Millennium Gate, Sam Kee Building en Wing Sang Building.